# Оскар Пісторіус
О́скар Ле́онард Карл Пісто́ріус (англ. Oscar Leonard Carl Pistorius; нар. 22 листопада, 1986) — відомий південноафриканський спринтер. У дитинстві йому було ампутовано обидві ноги нижче коліна, однак, це не завадило йому займатися різними видами спорту і навіть отримати золоту медаль з легкої атлетики на паралімпійських іграх в Афінах 2004 року. На Олімпійських іграх 2012 року у Лондоні, хоча йому не вдалося пробитися у фінал з легкої атлетики, він став першим спортсменом-інвалідом, який змагався на олімпійських іграх. Деякі критики звинувачували спортсмена у використанні протезів, які надавали йому перевагу у забігу. У лютому 2013 року Оскара Пісторіуса було звинувачено у вбивстві своєї подруги Ріви Стінкемп, однак суд звільнив його під заставу до початку судового процесу.

## Біографія
Оскар Пісторіус народився 22 листопада 1986 року в Йоганнесбурзі, Південна Африка. Є другою дитиною з трьох у сім'ї Хенка і Шіли Пісторіус. Оскар народився без малогомілкових кісток у ногах і у віці 11 місяців батьки погодилися ампутувати дитині ноги нижче коліна. Коли хлопцю виповнилося 6 років, батьки розлучилися, через що стосунки між Оскаром і його батьком-бізнесменом залишаються натягнутими і донині. Від ускладнень після операції мати Пісторіуса померла, коли йому виповнилося 15 років.
Ще в дитинстві, майже через шість місяців після ампутації, Пісторіус вже почав користуватися протезами і самостійно пересуватися. Оскар виявив неабияке зацікавлення спортом, займався крикетом, боротьбою, регбі. У 16-річному віці вперше зацікавився легкою атлетикою, зокрема бігом. Дуже швидко з'явилися перші досягнення: у січні 2004 року Пісторіус вперше змагався у забігу на 100 метрів. Майже через вісім місяців після того, він взяв участь у паралімпійських іграх 2004 року в Афінах. Пісторіус використовував для забігу спеціальні протези із вуглецевого волокна й у гонці на 200 метрів виграв золоту медаль.
Після перемоги на паралімпійських іграх в Афінах Пісторіус брав участь у декількох інших змаганнях у Південній Африці. Успіх спринтера-інваліда, зокрема й у змаганнях разом зі звичайними спринтерами привернув увагу преси і громадськості і Пісторіуса почали запрошувати на легкоатлетичні змагання у різних країнах. Навколо використання Пісторіусом у спринті синтетичних протезів вирували суперечки. У 2007 році Міжнародна Асоціація легкоатлетичних федерацій заборонила Пісторіусу використовувати у забігу синтетичні протези, через те, що на думку фахівців вони надавали йому перевагу над звичайними спортсменами. Пісторіус відразу подав апеляцію і спортивний арбітражний суд у травні 2008 року скасував дискваліфікацію Пісторіуса. На думку фахівців, хоча леза протезів мають деякі переваги, відсутність кінцівок ноги і важливих для бігу м'язів нівелюють ці переваги.
Через розгляд справи щодо його протезів й апеляції Оскар Пісторіус не зміг взяти участь в Олімпійських іграх 2008 року у Пекіні і продовжив змагатися в інших чемпіонатах. Після перемоги на забігах на 400 та 100 метрів на паралімпійському чемпіонаті з легкої атлетики 2011 року преса охрестила Пісторіуса «Бігуном по лезу» (англ. Blade Runner), а також найшвидшою людиною без ніг. Навесні 2012 року Пісторіуса було зараховано до збірної Південної Африки з легкої атлетики на Олімпіаді 2012 року у Лондоні. На Олімпійських іграх під час змагань на забігу на 400 метрів Пісторіусу не вдалося вийти до півфіналу, однак його участь в Олімпійських іграх стала справжньою історичною подією: він став першим спортсменом-інвалідом, який змагався на Олімпійських іграх на рівних зі звичайними легкоатлетами.

### Звинувачення у вбивстві
14 лютого 2013 року подруга Оскара Пісторіуса відома південноафриканська модель Ріва Стінкемп була вбита у будинку, де вона мешкала з Пісторіусом у м. Преторія. Поліція відразу звинуватила Оскара Пісторіуса у вбивстві подруги й арештувала його. За визнанням Пісторіуса, приблизно о третій годині ночі 14 лютого він застрелив її через замкнені двері у ванній кімнаті, прийнявши її за грабіжника. Попри це, поліція висунула звинувачення в умисному вбивстві і заявила про наявність додаткових доказів у будинку Пісторіуса. За результатами попереднього слухання, Пісторіуса було звільнено з-під варти під заставу у 113 тисяч доларів до початку судових слухань по справі. У разі, якщо суд визнає Пісторіуса винним у вбивстві Стінкемп, йому загрожує довічне позбавлення волі.
21 жовтня 2014 року суд засудив його до п'яти років позбавлення волі.